# Dou dizhu
Dou dizhu (chinês tradicional: 鬥地主, chinês simplificado: 斗地主, pinyin: dòu dìzhǔ, lit. ‘luta contra o senhorio/proprietário/latifundiário’) é um jogo de cartas do gênero de apostas. É um dos jogos de cartas mais populares da China.
Dou dizhu é descrito como fácil de aprender, mas difícil de dominar, exigindo pensamento matemático e estratégico, bem como uma execução cuidadosa e planejada. Os naipes das cartas são irrelevantes ao jogar dou dizhu. Os jogadores podem facilmente jogar o jogo com um conjunto de cartas de baralho tradicional, sem os naipes. O jogo tem variações menos populares na China, como dou dizhu para quatro, cinco ou seis jogadores, jogado com um ou dois baralhos de cartas.

## Cultura

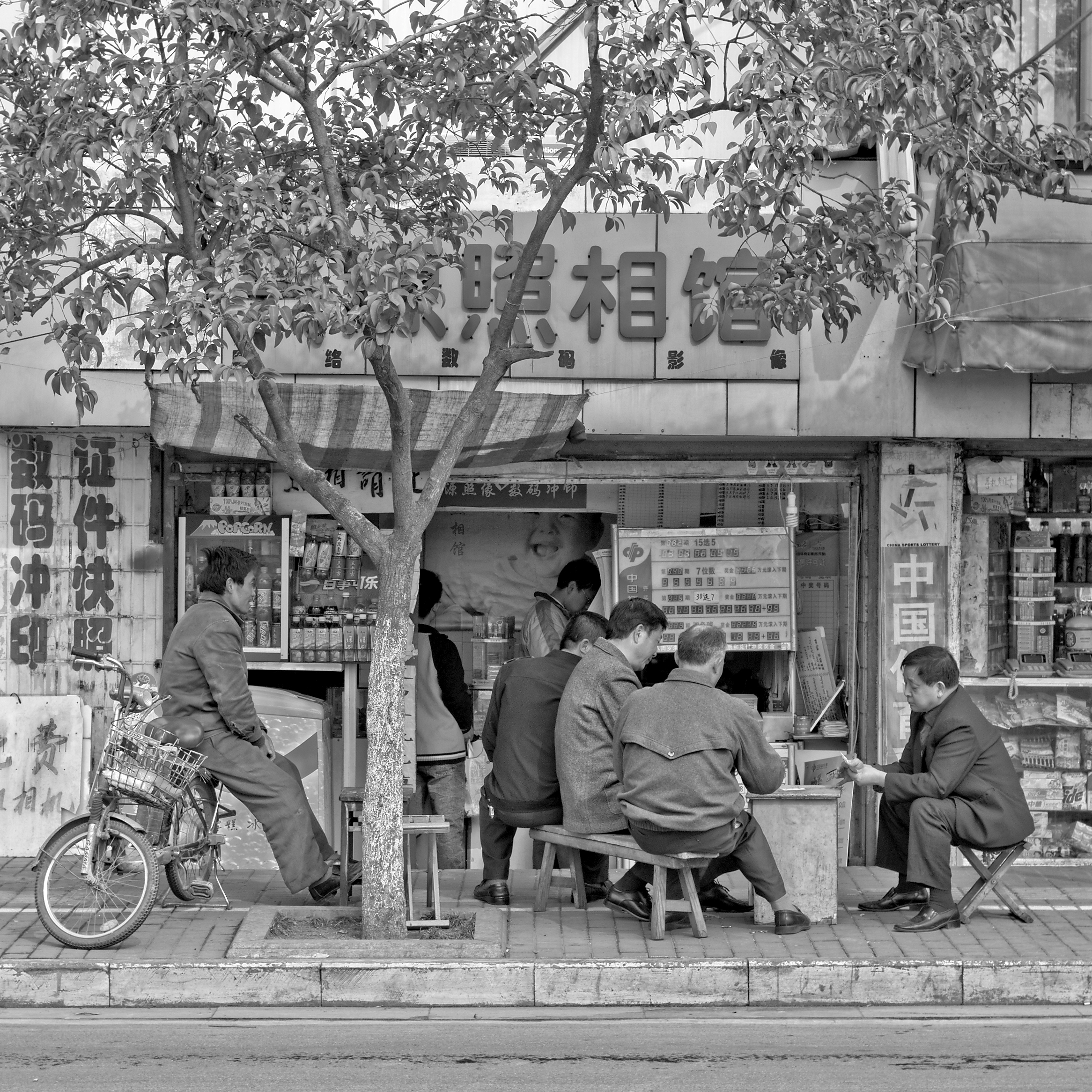
Pessoas jogando cartas na rua em Nanquim, China

O nome do jogo, dou dizhu, remete à luta de classes durante a reforma agrária na década de 1950, depois que o Partido Comunista Chinês assumiu o poder na China encorajou os camponeses a pegar em armas contra os proprietários de terras. A Geração Y da China está entre os grupos de jogadores que mais jogam o jogo, porém eles não tem experiência pessoal dessa luta de classes de décadas passadas (essa geração compara o jogo com a bolha imobiliária contemporânea). Hoje em dia, o nome do jogo não carrega conotação negativa. O local de origem do jogo é na província de Hubei.

## Objetivo
Dou dizhu é tradicionalmente jogado entre três pessoas com um baralho de cartas, incluindo dois coringas de diferentes cores. O jogo começa com os jogadores decidindo quem será o dizhu (地主 - proprietário). Os outros dois jogadores que perdem a oportunidade ou passam a vez de ser o dizhu entram no jogo como nongmin (农民 - camponeses), jogando em equipe competindo contra o dizhu.
O objetivo do jogo é ser o primeiro jogador descartar todas as cartas. O dizhu vence se descartar todas as suas cartas primeiro e a equipe dos nongmin vence se apenas um deles jogar todas as suas cartas primeiro.

## Jogabilidade
Um baralho embaralhado de 54 cartas é distribuído para três jogadores. Cada jogador recebe 17 cartas e as últimas três cartas restantes são deixadas na mesa de jogo, viradas para baixo.
Todos os jogadores primeiramente devem avaliar suas próprias cartas sem mostrá-las aos outros jogadores. Em seguida, os jogadores são lances pela posição de dizhu, informando aos outros jogadores o risco que estão dispostos a aceitar.
Nos jogos de Dou dizhu online existem três tipos de riscos: 1, 2 e 3, sendo 1 o mais baixo e 3 o mais alto. Geralmente, quanto mais confiante um jogador estiver na força de suas cartas, maior será o risco que ele estará disposto a correr. Na maioria das salas de jogos online, o primeiro licitante é escolhido aleatoriamente pelo sistema.
Na vida real, os jogadores geralmente criam suas próprias regras sobre quem dá o lance primeiro. Por exemplo, algumas regras estipulam que o jogador que tiver o três de copas é o primeiro a dar o lance. Ou então, o vencedor da partida anterior tem a prioridade se quer decidir ser o dizhu ou passar a vez para o próximo.
Um jogador pode aceitar a aposta do jogador anterior passando a sua vez de dar o lance ou pode tentar dar o lance maior que o do jogador anterior, desde que o jogador anterior não tenha apostado o valor 3 como aposta de risco. O maior lance fica com a posição do dizhu; os jogadores restantes entram no time dos nongmin competindo contra o dizhu. As três cartas na mesa viradas para baixo são então reveladas a todos os jogadores antes de serem distribuídas ao dizhu.
O dizhu ganha se ele jogar todas as cartas. O time dos nongmin vence se algum deles não tiver mais cartas.

## Características do jogo
As regras são básicas mas extremamente complicadas de para criar estratégias; o conhecimento básico da classificação das mãos de pôquer ajuda os jogadores a começar. Entretanto, muitas das regras do Dou Dizhu são diferentes do Poker e do Big Two.
O jogo contém um elemento de sorte envolvido, mas a sorte não é determinante para o resultado do jogo, também conta a habilidade e a estratégia. Jogadores ruins com ótimas cartas podem ser derrotados por jogadores habilidosos com cartas ruins.

## Regras
Algumas regras fundamentais são essenciais para entender a jogabilidade do jogo. Algumas regras são estruturadas de forma diferente de outros jogos de cartas populares. Jogadores que têm experiência anterior com outros jogos de cartas, como pôquer e Big Two, costumam ter preconceito em relação às regras.
- As cartas individuais são classificadas: Coringa colorido > Coringa preto e branco > 2 > Ás (A) > Rei (K) > Rainha (Q) > Valete (J) > 10 > 9 > 8 > 7 > 6 > 5 > 4 > 3.
- Naipes são irrelevantes: Os jogadores podem jogar o jogo com todos os naipes apagados das cartas.

### Bombas
As Bombas são grupos de cartas que funcionam de forma diferente em termos de jogabilidade e vencem cartas individuais ou sequências. Elas podem ser quatro cartas do mesmo valor, por exemplo 3-3-3-3 (a bomba de classificação mais baixa) e 2-2-2-2 (a bomba de classificação mais alta). Ou os dois coringas juntos também formam uma bomba e pode vencer tudo no jogo. Dois coringas juntos também são conhecidos como foguete em alguns lugares.
| Categoria especial | Descrição                        | Exemplo                                                                                         | Nota especial |
| ------------------ | -------------------------------- | ----------------------------------------------------------------------------------------------- | --- |
| Foguete            | Coringa Vermelho e Coringa Preto | Coringa Vermelho + Coringa Preto                                                                | Ele pode vencer tudo no jogo.                                                                                           |
| Bomba              | 4 cartas do mesmo valor          | 3-3-3-3 (a bomba de classificação mais baixa) <br> 2-2-2-2 (a bomba de classificação mais alta) | Ele pode vencer qualquer outra categoria e carta individual, exceto Foguete ou outra Bomba com classificação mais alta. |

### Categoria de mãos
O jogo usa o conceito de "mãos", semelhante às mãos do pôquer, exceto que há mais variações e não necessariamente consistem em apenas cinco cartas.
- Mesma categoria: Um jogador só pode vencer a mão anterior usando cartas da mesma categoria, mas não as outras. Observe que isso significa que a ordem das linhas na tabela a seguir não é relevante para a jogabilidade.
- Sequências de mesmo comprimento. Um jogador pode vencer a mão anterior usando o mesmo número de cartas é uma doutrina básica que somente o bombas podem vencer. Por exemplo, embora 9-10-J-Q-K e 3-4-5-6-7-8-9 sejam sequências simples, 9-10-J-Q-K não pode vencer 3-4-5-6-7-8-9, nem vice-versa.
- Cartas primárias:  Cartas que não são coringas ou dois.
- Coringas e 2 não são cartas consecutivas: O coringa colorido, o Ccringa preto e branco e o 2 não podem ser usados em conjunto com as cartas primárias daspara fazer uma sequências, pois não são tradicionalmente considerados como cartas consecutivas ao lado do Ás. Exemplos de sequências ilegais: 2-3-4-5-6, 2-2-2-3-3-3 com AA-7-7, KA-2 + coringa preto e branco + coringa colorido

| Categoria | Categoria       | Categoria | Description | Exemplo                               | Exemplo                                            |
| Primária  | with (+) kicker | Cadeia    | Description | Carta mais baixa ou cadeia mais baixa | Maior carta ou maior cadeia                        |
| --------- | --------------- | --------- | --- | ------------------------------------- | -------------------------------------------------- |
| Solo      | —               | —         | Qualquer carta única | 3                                     | Coringa Vermelho                                   |
| Solo      | —               | Cadeia    | ≥ 5 cartas individuais | 3-4-5-6-7                             | 3-4-5-6-7-8-9-10-J-Q-K-A                           |
| Par       | —               | —         | 2 cartas iguais de mesmo valor | 3-3                                   | 2-2                                                |
| Par       | —               | Cadeia    | ≥ 3 pares consecutivos | 3-3-4-4-5-5                           | 6-6-7-7-8-8-9-9-10-10-J-J-Q-Q-K-K-A-A              |
| Trinca    | —               | —         | Trinca: Três cartas individuais do mesmo valor                                                                                          | 3-3-3                                 | 2-2-2                                              |
| Avião     | —               | Cadeia    | ≥ Dois trios consecutivos | 3-3-3-4-4-4                           | 10-10-10-J-J-J-Q-Q-Q-K-K-K-A-A-A-2-2-2             |
| Trinca    | Solo            | —         | Três cartas do mesmo valor com uma carta solo                                                                                           | 3-3-3 + 4                             | 2-2-2 + qualquer carta solo                        |
| Trinca    | Solo            | Avião     | ≥ Dois trios consecutivos, cada um carregando uma carta individual distinta                                                             | 3-3-3-4-4-4 + 5 + 6                   | J-J-J-Q-Q-Q-K-K-K-A-A-A-2-2-2+ qualquer carta solo |
| Trinca    | Par             | —         | Full house: Três cartas do mesmo valor com um par como kicker.                                                                          | 3-3-3 + 4-4                           | 2-2-2 + qualquer par                               |
| Trinca    | Par             | Cadeia    | ≥ Dois trios consecutivos, cada um carregando um par como chutador                                                                      | 3-3-3-4-4-4 + 5-5 + 6-6               | Q-Q-Q-K-K-K-A-A-A-2-2-2 +any 4 pairs               |
| Bomba     | Bomba           | Bomba     | Quadra. Quatro cartas do mesmo naipe são chamadas de bomba, o que desafia as regras da categoria, até mesmo vence quatro com um kicker. | 3-3-3-3                               | 2-2-2-2                                            |
| Quadra    | Dois solo       | —         | Quadra com duas cartas individuais distintas como kicker                                                                                | 3-3-3-3 + 4 + 5                       | 2-2-2-2 + any 2 solo                               |
| Quadra    | Dois pares      | —         | Quadra com dois pares como kicker | 3-3-3-3 + 4-4 + 5-5                   | 2-2-2-2 + any 2 pairs                              |

### Traduções literais de nomes chineses
- Carta individual (chinês tradicional: 單牌, chinês simplificado: 单牌, pinyin: Dān pái)
- Gancho (chinês tradicional: 鉤, chinês simplificado: 钩, pinyin: Gōu) – o valete; o nome chinês é baseado no formato de "J"
- Círculo (chinês tradicional: 圈, chinês simplificado: 圈, pinyin: Quān) – a rainha, nomeada para o formato de "Q"
- K - O Rei é só chamado pela letra K
- Ponta, lança ou pontiaguda (chinês tradicional: 尖, chinês simplificado: 尖, pinyin: Jiān ou chinês tradicional: 槍, chinês simplificado: 枪, pinyin: qiāng) – o ás, nomeada para o formato de "A".
- Rei ou gato (chinês tradicional: 王, chinês simplificado: 王, pinyin: Wáng ou chinês tradicional: 貓, chinês simplificado: 猫, pinyin: Jiān) – o coringa, nomeado por sua posição dominante no jogo
- Um par (chinês tradicional: 一對, chinês simplificado: 一对, pinyin: Yī duì) duas cartas do mesmo valor
- Corrente (chinês tradicional: 順子, chinês simplificado: 顺子, pinyin: Shùn zi ou chinês tradicional: 單順, chinês simplificado: 单顺, pinyin: dān shùn) – cinco ou mais cartas numeradas consecutivamente
- Corrente de pares (chinês tradicional: 連對, chinês simplificado: 连对, pinyin: Lián duì ou chinês tradicional: 雙順, chinês simplificado: 双顺, pinyin: Shuāng shùn) - três ou mais pares consecutivos
- Trio com uma única carta (chinês tradicional: 三帶一, chinês simplificado: 三带一, pinyin: Sān dài yī) – trio, com uma carta individual como kicker
- Trio com par (chinês tradicional: 三帶二, chinês simplificado: 三带二, pinyin: Sān dài Èr ou chinês tradicional: 三带一對, chinês simplificado: 三带一对, pinyin: Sān dài Yī duì) – trio, com um par para descarte
- Avião (chinês tradicional: 飛機, chinês simplificado: 飞机, pinyin: Fēijī ou chinês tradicional: 三順, chinês simplificado: 三顺, pinyin: Sān Shùn) – dois ou mais trios consecutivos
- Avião com asas pequenas (chinês tradicional: 飛機帶小翼, chinês simplificado: 飞机带小翼, pinyin: Fēijī dài xiǎo yì) – dois ou mais trios consecutivos, com cartas adicionais com a mesma quantidade de trios para descartar
- Avião com asas grandes (chinês tradicional: 飛機帶大翼, chinês simplificado: 飞机带大翼, pinyin: Fēijī dài dà yì) – dois ou mais trios consecutivos, com pares com a mesma quantidade de trios para descartar
- Quatro cartas com duas cartas simples (chinês tradicional: 四帶二, chinês simplificado: 四带二, pinyin: Sì dài èr) – quadra, com duas cartas individuais como kicker
- Quatro com dois pares (chinês tradicional: 四帶兩對, chinês simplificado: 四带两对, pinyin: Sì dài liǎng duì) – quadra, com dois pares como kicker
- Bomba (chinês tradicional: 炸彈, chinês simplificado: 炸弹, pinyin: Zhàdàn) – quatro cartas do mesmo valor ou  coringa colorido com o coringa preto e branco. Esse último também é conhecido como foguete chinês tradicional: 火箭, chinês simplificado: 火箭, pinyin: Huǒjiàn.

Usado em variantes com dois baralhos: 
- Ônibus Espacial (chinês tradicional: 航天飛機, chinês simplificado: 航天飞机, pinyin: Hángtiān fēijī) – dois ou mais conjuntos de quatro cartas do mesmo tipo consecutivas.
- Ônibus espacial com asas pequenas (chinês tradicional: 太空飛機带小翼, chinês simplificado: 航天飞机带小翼, pinyin: Hángtiān fēijī dài xiǎo yì) - dois ou mais conjuntos de quatro cartas do mesmo tipo, com cartas adicionais incluindo a mesma quantidade de cartas do mesmo tipo como kicker
- Ônibus espacial com asas grandes (chinês tradicional: 太空飛機带大翼, chinês simplificado: 航天飞机带大翼, pinyin: Hángtiān fēijī dài dà yì) – dois ou mais conjuntos de quatro cartas do mesmo tipo consecutivas, com pares com a mesma quantidade de de cartas do mesmo tipo como kicker

## Jogadas inválidas
Jogadores iniciantes e familiarizados com outros jogos de cartas com regras semelhantes de formação de mãos e superioridade costumam interpretar mal algumas das regras que envolvem o kicker, causando jogadas que não são válidas.
| Jogadas inválidas                                            | Exemplo                                                                     | Correção |
| ------------------------------------------------------------ | --------------------------------------------------------------------------- | --- |
| Classificação do kicker = classificação das cartas primárias | Cadeia trio + solo é 3-3-3-4-4-4 + 3-K                                      | Quando alguém estiver usando qualquer reforço ligado a cartas primárias, as cartas adicionais não podem ter o mesmo valor de carta de nenhuma carta primária usada. |
| Solo duplo = par                                             | Quatro + solo duplo : 3-3-3-3 + JJ                                          | O solo duplo deve consistir em duas cartas com valores diferentes, como JK. Caso contrário, é contado como um par diferente.                                        |
| Par duplo = quadra                                           | Quadra + par duplo : 3-3-3-3 + JJJJ                                         | O par duplo deve consistir em dois conjuntos de pares de diferentes classificações, como 3-3-7-7, não uma quadra. Duas bombas não são permitidas.                   |
| Bomba = cartas de kicker                                     | Quatro + solo duplo : 3-3-3-3 + coringa colorido + coringa preto e branco . | Apenas um dos coringas pode ser usado como carta de kicker em um kicker solo simples ou duplo.                                                                      |

## Regras de pontuação
O mecanismo básico é de aposta: o vencedor (ou vencedores) recebe dinheiro (ou pontos) do(s) perdedor(es). Além disso, o jogo pode ser visto como um par de apostas, cada uma entre um dos nongmin e o dizhu. Se o dizhu ganhar, eles coletam dinheiro de cada um dos nongmin, e se o dizhu perder, ele deve pagar dinheiro a cada um dos nongmin.
O lance (um, dois ou três) determina a aposta inicial, e o jogo pode acionar duas categorias diferentes de multiplicadores:
- Bomba. Cada bomba executada por cada jogador dobra a pontuação em uma rodada.
- Nenhum carta jogada, também conhecido como "primavera". Se ambos os nongmin não jogarem nenhuma carta, ou o dizhu não jogar nenhuma carta após a primeira mão, a pontuação da rodada será dobrada.

### Exemplo
Considere uma hipotética rodada envolvendo os jogadores A, B e C. A passa a aposta, B dá 1, C passa, retornando ao início A dá 2, e B e C passam. A é agora o dizhu, para uma aposta base de 2 unidades e B e C são nongmin. O jogo prossegue e inclui duas bombas, mas todos os jogadores jogam múltiplas vezes. No final, o jogador C vence. A aposta inicial de 2 é dobrada duas vezes (uma vez para cada bomba), então o dizhu, A, paga 8 pontos aos nongmin, B e C. O jogador A terá -16 pontos, e B e C terão 8 pontos.

## Estratégia básica
- Um jogador pode lidar com uma carta não relacionada ou inútil tornando-a como uma carta de kicker.[1]

- Bombas são as armas mais poderosas do jogo. Se qualquer um deles estiver em mãos, deve-se fazer uso total dele quando chegar a hora. Se os jogadores não tiverem muita confiança na vitória, eles podem pensar duas vezes antes de jogar uma bomba, porque, uma vez distribuídos, o risco da rodada será dobrado (os jogadores ganharão ou perderão o dobro) com cada bomba distribuído.
- Os nongmin devem cooperar para lutar contra o senhorio. Por exemplo, como os dois nongmin vêm um após o outro, o primeiro nongmin pode jogar uma única carta baixa se o segundo nongmin tiver apenas uma carta restante.
- Dê um lance alto para o dizhu com a melhor mão. Se um jogador tiver a melhor mão, dar um lance alto para a posição de dizhu permite que ele ganhe um pote maior.

## Variações

### Quatro jogadores
A versão para quatro jogadores do dou dizhu é jogada principalmente nas províncias de Zhejiang e Jiangsu, incluindo Xangai . Ele usa um baralho duplo, incluindo dois coringas vermelhos e dois pretos – 108 cartas no total. Cada jogador pega 25 cartas e 8 cartas sobram para o dizhu, que joga sozinho com uma mão de 33 cartas contra os outros três jogadores em parceria.
As combinações que podem ser jogadas diferem daquelas no jogo de três jogadores (listadas acima), como segue:
- Não são permitidos anexos de carta único
- Nem existem categorias de quatro com um kicker
- Bomba: quatro ou cinco iguais
- Foguete: seis de um tipo
- Míssil: sete de um tipo
- Explosão no céu: oito de um tipo
- Bomba Atômica: quatro coringas (a maior mão possível nessa variante de dou dizhu de quatro jogadores; pode vencer qualquer coisa. Se o jogador tiver os quatro coringas, ele ou ela pode dizer para os demais jogadores que os têm e ser o dizhu. Uma vez reivindicado pelos 4 coringas na mão, os 4 coringas podem ser usados separadamente. Ao fazer isso, o dizhu também pode escolher ganhar sem jogá-los.)

### Com curingas
Outra variação do dou dizhu é a edição com curingas. Assim como nas configurações originais, após a determinação do dizhu, quatro cartas iguais serão selecionadas aleatoriamente como curingas. Elas podem ser usadas para representar quaisquer outras cartas, exceto curingas.
Alguns jogos até apresentam dois conjuntos de curingas. O primeiro conjunto seria sorteado antes da decisão de quem vai ser o dizhu, depois outro seria sorteado.

## Torneios
Em 2005, 117.931 pessoas participaram de um torneio online dou dizhu realizado pela GICQ, uma empresa de desenvolvimento e operação de jogos online na China.
Em 2006, outro torneio online de dou dizhu, realizado pela VNet.cn, atraiu 200.000 jogadores.
Em setembro de 2007, YunNanHong realizou uma competição tradicional e presencial de dou dizhu em Kunming, província de Yunnan, onde mais de cem jogadores competiram pelo primeiro prêmio.
Torneios de dou dizhu são realizados em cidades chinesas todos os anos. Os vencedores não apenas recebem altos prêmios, mas também se tornam especialistas populares em dou dizhu .

## Popularidade
Dou dizhu era antigamente apenas um jogo provincial na China, originário do distrito de Huangshan e Anhui. Graças à estreia do dou dizhu online, o jogo foi mais difundido e agora se tornou um jogo nacional na China. Sua popularidade aumentou substancialmente, de cerca de 50.000 jogadores em dezembro de 2002 para 100.000 em 2004 e 17.900.000 jogadores sendo os fãs leais do jogo casual, enquanto dou dizhu liderava o lugar principal em 2005. Existem quase 1 milhão de jogadores simultâneos de dou dizhu somente na plataforma de jogos Tencent QQ. É mais popular do que outros jogos de cartas chineses, como pôquer chinês, Zheng Shangyou e Big Two.
| Ano  | Popularidade na China                                                                           | Fonte                                                                          |
| ---- | ----------------------------------------------------------------------------------------------- | ------------------------------------------------------------------------------ |
| 2002 | 50.000 jogadores                                                                                | GICQ(nossojogo.com)                                                            |
| 2004 | 100.000 jogadores                                                                               | GICQ(nossojogo.com)                                                            |
| 2005 | 17.900.000 jogadores são fãs leais do jogo casual, enquanto dou dizhu lidera o lugar principal. | Relatório de pesquisa sobre jogos online chineses em 2005 feito pela iResearch |
| 2006 | +1.000.000 de jogadores online jogam simultaneamente                                            | Plataforma de jogos Tencent QQ na China                                        |
| 2008 | cerca de 1.450.000 jogadores online por hora na plataforma de jogos Tencent QQ                  | Plataforma de jogos Tencent QQ na China                                        |
| 2008 | cerca de 76.000 jogadores online por hora no GICQ                                               | GICQ                                                                           |